# Ali Sami Yen Stadyumu
Das Ali Sami Yen Stadyumu (auch Ali Sami Yen Stadı, deutsch Ali-Sami-Yen-Stadion) war das bis 2011 genutzte Fußballstadion des türkischen Fußballvereins Galatasaray Istanbul.

## Geschichte
Das Stadion wurde nach Ali Sami Yen, dem Gründer des Vereins, benannt und hatte eine Kapazität von 23.785 Sitzplätzen. Es lag im europäischen Teil Istanbuls im Stadtteil Şişli im Viertel Mecidiyeköy. Das Stadion wurde von den Fans auch Cehennem (türkisch Hölle) genannt; dieser Name kommt von der besonderen Akustik im ausverkauften Stadion und dem Anblick, wenn die Fans die Mannschaft mit bengalischen Feuern anfeuerten. Ein berühmtes Zitat vom langjährigen Kapitän des AC Mailand, Paolo Maldini, nach einer 2:3-Niederlage in einem UEFA-Champions-League-Spiel gegen Galatasaray am 3. November 1999: „Niemand kann mir sagen, dass das nur 20.000 sein sollen…!“
1940 war das alte Taksim-Stadion abgerissen worden und die Vereine im Stadtteil Beyoğlu mussten sich nach neuen Spielplätzen umsehen. Galatasaray entschied sich für einen Neubau, die Bauarbeiten begannen 1943. Wegen des Zweiten Weltkriegs konnten zunächst aber lediglich kleine Tribünen errichtet werden. Die Eröffnung des provisorischen Stadions erfolgte 1945, doch erst 1964 konnten die Bauarbeiten vollendet werden. Das fertige Stadion wurde am 14. Dezember 1964 mit einem Freundschaftsländerspiel zwischen der Türkei und Bulgarien eingeweiht. Die Flutlichtanlage wurde 1965 installiert und 1993 erneuert.
Am 11. Januar 2011 wurde im Ali Sami Yen Stadyumu das letzte Spiel ausgetragen. Galatasaray Istanbul gewann im türkischen Pokal gegen Beypazarı Şekerspor mit 3:1 (0:1). Am 15. Januar 2011 trugen Galatasaray und Ajax Amsterdam (0:0) in der neuen Heimstätte Türk Telekom Arena das Eröffnungsspiel aus.
Der Abriss der Spielstätte folgte im April 2011. Bei den Abbrucharbeiten wurden gravierende Baumängel entdeckt. Es wurde zu wenig Stahl im Beton verbaut. In der neuen Türk Telekom Arena sind es 250 kg pro m³; in der alten Spielstätte waren es nur 57 kg pro m³. Dadurch war das Stadion ständig vom Einsturz gefährdet und hätte jederzeit während eines Spieles zusammenbrechen können.